# Hugues II du Maine
Pour les articles homonymes, voir Hugues II.
Hugues II, né vers 920-925, mort avant 992, fut comte du Maine au Xe siècle, de la famille des Hugonides. Il était fils d'Hugues Ier, comte du Maine, et probablement d'une fille de Gauzlin II, comte du Maine.
Il devint comte du Maine à la mort de son père, survenue entre 939 et 955 et fut, comme son père, l'un des premiers vassaux de son oncle Hugues le Grand. Ce dernier mourut en 956, laissant un fils mineur, le futur Hugues Capet, et Hugues II profita pour s'émanciper de cette suzeraineté, à l'instar de Foulque II le Bon, comte d'Anjou, et de Thibaut Ier « le Tricheur », comte de Blois.
Par la suite, il s'alliera au fils de Thibaut, Eudes Ier, dans une coalition contre le capétien. Sigefroy, évêque du Mans, fidèle à Hugues Capet devra fuir la ville et se réfugier auprès du comte de Vendôme Bouchard Ier le Vénérable à qui il donnera des domaines qui formeront le Bas-Vendômois. Encore en vie vers 980, il meurt avant 992.
Son épouse n'est pas connue. Le prénom de son troisième fils indique une parenté probable de cette épouse avec la maison du Vermandois. Il eut en effet comme enfants :
- Hugues III (° v. 960 - † 1014), comte du Maine ;
- Foulques du Maine (° v. 967 - † apr. 992) ;
- Herbert « Baco » du Maine († apr. 1er avril 1046), tuteur (régent) de son petit-neveu Hugues IV du Maine puis déposé et relégué dans un monastère[3] ;
- Plusieurs filles[4], dont peut-être  Mélisende du Maine, épouse Judicaël de Nantes, comte de Nantes.

## Sources
- Les Comtes du Maine, d'Étienne Patou, 2007 ().